# Высотский, Николай Иванович
Николай Иванович Высотский (1839—1896) — русский педагог, действительный статский советник.

## Биография
Окончил Рязанскую мужскую гимназию и поступил в Главный педагогический институт на физико-математический факультет, но полного курса не прослушал. С 1859 года работал учителем в Задонском училище, с 1862 — в Елецком уездном училище. С 1864 года — губернский секретарь, с 1866 — коллежский секретарь, с 1867 — титулярный советник, с 1869 год — коллежский асессор снгазначением  смотрителем Елецкого уездного училища.
В 1870 году он был переведён в Тамбовский Екатерининский училищный институт, затем назначен инспектором народных училищ Курской губернии. В 1874 году произведён в чин надворного советника. С 1878 года Н. И. Высотский — инспектор народных училищ Рязанской губернии, произведён в коллежские советники.
В 1881 году вместе с производством в статские советники был назначен директором народных училищ Рязанской губернии, заведовал рязанским Александровским земским училищем для подготовки учителей. С 1885 года — директор Александровской учительской семинарии. В 1895 году указывался в чине действительного статского советника.
В октябре 1888 года был внесён в III часть дворянской родословной книги Рязанской губернии.
Был дважды женат: вторая жена — дочь протоиерея Людмила Васильевна Малинина; 29.10 1886 г. у них родился сын Николай.
Похоронен на кладбище Спасского мужского монастыря.

## Награды
- орден Св. Станислава 3-й ст. (1868)
- орден Св. Анны 3-й ст. (1872)
- орден Св. Станислава 2-й ст. (1879)
- орден Св. Анны 2-й ст. (1883)
- орден Св. Владимира 4-й ст. (1888)